# 子彈列車 (電影)
是一部2022年美國動作喜劇片，由大衛·雷奇執導，扎克·奧爾克維奇撰寫劇本。該片改編自日本小說作家伊坂幸太郎筆下的2010年小說，由布萊德·彼特、喬伊·金、亞倫·強森、布萊恩·泰瑞·亨利、安德魯·小路、真田廣之、麥可·夏儂、壞痞兔和珊卓·布拉克主演。劇情講述一輛由東京都開往京都的子彈列車上的几名殺手發現各自的任務有著共同的目標。
《子彈列車》由索尼影視娛樂定檔2022年8月5日在美國上映。本片在媒體和影評家之間的評價褒貶不一，影評主要讚揚演員在劇中的表現和動作場面，但劇情設計則受詬病。

## 劇情
木村雄一在東京站登上一列開往京都的子彈列車尋找把兒子木村涉從百貨公司的頂樓推下导致其重傷昏迷的兇手；與此同時，一名來自美國的殺手「瓢蟲」因为原本執行該任務的同事「卡佛」肚子痛請假而被經紀人瑪麗亞·比特指派代替他從同一列列車上取回一個裝滿現金的手提包。瓢蟲最近在工作上運氣不佳，身邊時常伴隨著他人的意外而死亡，但仍不情願地接受任務因而來到日本。列車上還有兩名來自英國的雙胞胎兄弟殺手「檸檬」和「蜜柑」，剛剛從三合會的手中救出目標「兒子」並將他和裝有贖金的手提包交給了兒子的父親——俄籍極道老大「白死神」。白死神過去曾經加入成為日本頭號極道老大峰岸的手下，但最後叛變而接管了幫派。
列車從東京站開出後，瓢蟲很快便找到並帶走了手提包，隨後檸檬發現手提包失蹤。在頭等車廂內，雄一隨著紙條靠近襲擊小涉的人，發現對方是個小女孩後放下戒心卻被她用電槍電暈。瓢蟲試圖提著手提包在品川站下車，但被一名來自墨西哥的殺手「惡狼」攻擊，因而錯過了下車的機會。經過一番搏鬥後，瓢蟲誤殺了惡狼，但不確定對方的意圖。檸檬和蜜柑離開座位，私下談論白死神的起源以及找回手提包的策略，回到座位後卻發現兒子因為眼睛流血而死。在閃回片段中透露，瓢蟲幾年前在惡狼的婚禮上冒充一名服務生，而所有客人和惡狼的妻子在当天都中毒導致眼睛流血而死，令惡狼因而認為這起事件是瓢蟲所害。
雄一在恢復知覺後，自稱為「王子」的小女孩透露自己將小涉從屋頂推下以引誘雄一登上列車作為殺死白死神計劃的一部分。為了確保他的合作，她特地派了一名心腹在醫院將小涉扣為人質。瓢蟲認出曾经在約翰尼斯堡對他開了两槍的檸檬是手提包的主人，並向他提出歸還手提包以換取獲准下車的条件。檸檬却懷疑瓢蟲殺死了兒子而導致兩人發生搏鬥；檸檬在意識到瓢蟲是無辜之後被对方打昏。王子和雄一找到了瓢虫藏在酒吧车厢的抽屉里的手提包，王子在手提包裡設置了引爆裝置，也在雄一的槍上安裝了在開枪時自爆的裝置。瓢蟲此時在厕所门口遇到蜜柑，在又一次扭打後將他踢下了列車，但蜜柑仍爬回了車上。檸檬槍擊了可疑的雄一，但在喝了瓢蟲之前下過藥的一瓶水後倒下；王子也槍擊了檸檬，並將他和雄一藏在一間廁所內。瓢蟲在酒吧车厢遇到了在惡狼的婚禮上下毒的真凶「毒蜂」，由於不久前在車上，瓢蟲還沒遇到毒蜂之前不小心將毒蜂的蛇從箱子裡放出；而從早前的新聞片段顯示是毒蜂偷取的毒蛇，但被瓢蟲無意間放走故來尋仇，經過一番搏鬥，兩人都中了毒，但瓢蟲用計奪走了對方唯一的解藥，最終導致毒蜂無藥可救毒發身亡。
蜜柑遇到了王子，發現她槍擊了檸檬後打算開槍，但瓢蟲無意間介入，導致蜜柑未能得手还中枪而死。在米原站，雄一的父親「長老」登上了列車，認出了王子並告知自己的孫子小涉已經安全，王子急忙逃跑。長老告訴瓢蟲，自己將留在車上對抗在接管峰岸的幫派時殺死了自己的妻子的白死神。兩人發現雄一和檸檬雖然被槍擊但其實還活著後，四人勉強聯手對抗白死神。列車抵達京都站後，瓢蟲把手提包交給了白死神；此時王子持槍和白死神對峙，並表明自己是白死神的親女兒，但白死神奪走王子改造過的自爆槍後选擇不理會她。
白死神對瓢蟲解釋他所提出的疑問，列車上的每個杀手都與他的妻子的死有關：檸檬和蜜柑在玻利維亞殺死了白死神的一大群手下導致他必須趕去處理；同一天其妻子趕去幫忙被拘捕的兒子途中被原本要登上列車的卡佛蓄意開車撞死；為她動手術的醫生又因為两晚前被毒蜂下毒身亡而導致妻子回天乏術。因此他僱用這群殺手，希望他們在列車上自相殘殺以替妻子報仇，卻不知道開車撞死妻子的卡佛被瓢蟲代班。白死神將殺死瓢蟲之際，白死神的手下打開了手提包，導致手提包引爆，把瓢蟲和白死神炸回了列車上，檸檬趁機將列車開走。白死神的黨羽們也登上列車與殺手們對戰，而長老則與白死神一對一決鬥，途中檸檬撲向一名黨羽雙雙從橋上的列车墜入河中。其後列車失控撞向京都市中心。眾人下車後，白死神即使被長老用刀刺穿但仍倖存，並企圖槍殺瓢蟲，卻因為拿到王子改造的自爆槍而遭炸死。王子此時現身持槍威脅瓢蟲、雄一和長老，卻突然被一輛路過的水果卡車撞死。事情結束後，長老和雄一與瓢蟲道別。瑪麗亞本人趕來救回瓢蟲，兩人正準備登車時，車子卻突然被倒下的電線桿壓爛，最後只好步行離開。片尾彩蛋則揭示檸檬墜河後僥倖生還，他帶傷攔下了一架裝滿蜜柑的卡車，之後駕駛卡車撞死正持槍威脅瓢蟲、雄一和長老的王子。

## 演員
- 布萊德·彼特飾演「瓢蟲」（Ladybug）[5][6]：一名富有經驗但運氣奇差無比的美國殺手，性格焦慮且正在看心理醫師接受治療。因為殺手「卡佛」身體不適而幫他代班，因而來到日本東京並搭上子彈列車。角色對應原著小說中的七尾。
- 喬伊·金飾演「王子」（Prince）[7]：一名性格陰險狡詐的俄羅斯女學生，暗算雄一的兒子小涉使其重傷並設計雄一登上列車。實為「白死神」的女兒，密謀殺害重男輕女而忽視自己的父親。角色對應原著小說中的王子慧。
- 亞倫·強森飾演「蜜柑」（Tangerine）[7][8]：一名來自英國的雙胞胎殺手，檸檬的同伴。受白死神的委託從三合會的手中救出其子「兒子」。角色對應原著小說中的同名角色。
- 布萊恩·泰瑞·亨利飾演「檸檬」（Lemon）[8]：一名來自英國的雙胞胎殺手，蜜柑的同伴，極度喜愛《湯瑪士小火車》。受白死神的委託從三合會的手中救出其子「少爺」。角色對應原著小說中的同名角色。
- 安德魯·小路飾演「父親」木村雄一（Yuichi Kimura / The Father）：長老的兒子，為了替重傷的兒子小涉復仇而被王子騙上列車。角色對應原著小說中的同名角色。
- 真田廣之飾演「長老」（The Elder）[8]：前極道高層，峰岸的左右手，木村雄一的父親。角色對應原著小說中的木村茂。
- 麥可·夏儂飾演「白死神」（The White Death）[8]：一名來自俄羅斯的前KGB探員，多年前推翻了峰岸成為極道老大。角色對應原著小說中的峰岸良夫。
- 壞痞兔飾演「惡狼」（Wolf）[8]：一名來自墨西哥的殺手，多年前其妻子在婚禮上被「毒蜂」毒殺。角色對應原著小說中的「狼」。
- 薩琪·畢茲飾演「毒蜂」（Hornet）：一名來自德國的女殺手，擅長下毒和變裝，先後假扮成萌萌怪和列車服務員。角色對應原著小說中的「虎頭蜂」。
- 羅根·勒曼飾演「兒子」（The Son）[8]：「白死神」的兒子，經常惹上麻煩。被「蜜柑」與「檸檬」從三合會的手中救出。角色對應原著小說中的未提及名字的峰岸兒子。

此外，萊恩·雷諾斯以未署名的方式客串飾演「卡佛」（Carver），一名原本要登上列車的知名殺手；珊卓·布拉克客串飾演瑪麗亞·比特（Maria Beetle），「瓢蟲」的殺手經紀人，角色對應原著中的真莉亞；查寧·塔圖以未署名的形式客串飾演一名被「瓢蟲」收買並喬裝成自己的乘客；福原凱倫客串飾演一名列車服務員；岡政偉客串飾演列車上的一名查票員；帕夏·林奇尼科夫飾演阿列克謝·伊林（Alexei Ilyin），「白死神」的手下，負責透過電話聯絡「蜜柑」與「檸檬」；導演大衛·雷奇亦客串飾演傑夫·舒費特（Jeff Zufelt），一名被「蜜柑」與「檸檬」誤殺的披薩外送員。

## 製作
2020年6月，宣佈大衛·雷奇將執導一部改編自伊坂幸太郎的2010年小說的電影，該片由扎克·奧爾克維奇（Zak Olkewicz）撰寫劇本，索尼影視娛樂發行。7月，布萊德·彼特加盟並飾演主要角色。8月，喬伊·金為出演電影進行洽談。9月，確認金出演電影，而安德魯·小路加盟演員陣容。10月，亞倫·強森和布萊恩·泰瑞·亨利加盟演員陣容。11月，薩琪·畢茲、岡政偉、麥可·夏儂、女神卡卡、羅根·勒曼和真田廣之加盟演員陣容。12月，雷奇在他的Instagram透露福原凱倫也加入了演員陣容，而喬納森·塞拉將擔任該片的攝影師。同月，壞痞兔加盟演員陣容。2021年2月，珊卓·布拉克加盟演員陣容。8月，Collider網站透露，布拉克加入是為了取代女神卡卡，後者因為出演《Gucci：豪門謀殺案》而無法抽身。

### 拍攝
《子彈列車》的製作2020年10月於洛杉磯開始進行。拍攝於2020年11月16日開始進行，並於2021年3月殺青。

## 發行
《子彈列車》由發行商索尼影視娛樂定於2022年8月5日美國院線上映。此前，上映日期曾定於2022年4月8日、2022年7月15日以及2022年7月29日。首支預告於2022年3月2日釋出。

## 迴響

### 評價
《子彈列車》發行後獲得的評價褒貶不一，爛番茄根據329條專業評論（177條好評，152條差評），獲得「新鮮度」54%，平均分數5.6/10，網站共識評論寫道：「《子彈列車》豐富多彩的演員陣容和高速的動作，幾乎足以在故事偏離正軌後繼續運行。」 Metacritic根據61條評論，結算出加權平均分數49分（滿分100分），代表「褒貶不一或中庸」。。有日裔群体对影片选用欧美国家演员扮演日本角色表示不满，称有洗白的嫌疑；对此，原著小说作者伊坂幸太郎认为这些角色“不一定百分之百的日本人”，在种族层面上“有可塑性”，甚至故事发生在日本的设定都无关紧要。索尼影业集团总裁桑福德·帕尼奇强调尊重小说的“日本核心”，在此基础上给出选用大牌明星的机会，目标把作品改编成“全球规模”。

### 票房
| 上一届： 《DC超級寵物軍團》      | 2022年美國週末票房冠軍 第31-32週 | 下一届： 《七龍珠超 超級英雄》      |
| 上一届： 《小小兵2：格魯的崛起》 | 2022年台北週末票房冠軍 第32-33週 | 下一届： 《航海王劇場版：紅髮歌姬》 |
| 上一届： 《闔家辣》              | 2022年香港一週票房冠軍 第31週    | 下一届： 《阿媽有咗第二個》         |
| 上一届： 《闔家辣》              | 2022年香港週末票房冠軍 第32週    | 下一届： 《阿媽有咗第二個》         |

## 續集
據2023年5月的報導，索尼將開發《子彈列車》的續集，大衛·雷奇回歸執導，布萊德·彼特和珊卓·布拉克回歸出演各自的角色，瑪格·羅比正洽談演出。

## 外部連結
- 索尼影視娛樂網站
- 百老匯院線網站 （页面存档备份，存于）
- 互联网电影数据库（IMDb）上《子彈列車》的资料（英文）
- Metacritic上《子彈列車》的資料（英文）
- Box Office Mojo上《子彈列車》的资料（英文）
- AllMovie上《子彈列車》的资料（英文）
- 爛番茄上《子彈列車》的資料（英文）
- 開眼電影網上《子彈列車》的資料（繁體中文）
- Yahoo奇摩電影上《子彈列車》的資料（繁體中文）
- 豆瓣电影上《子彈列車》的資料 （简体中文）
- 时光网上《子彈列車》的資料（简体中文）